# Cantone di Saint-Vivien-de-Médoc
Il Cantone di Saint-Vivien-de-Médoc era una divisione amministrativa dell'arrondissement di Lesparre-Médoc.
A seguito della riforma approvata con decreto del 20 febbraio 2014, che ha avuto attuazione dopo le elezioni dipartimentali del 2015, è stato soppresso.

## Composizione
Comprendeva i comuni di:
- Grayan-et-l'Hôpital
- Jau-Dignac-et-Loirac
- Saint-Vivien-de-Médoc
- Soulac-sur-Mer
- Talais
- Vensac
- Le Verdon-sur-Mer